# 跳舞城
跳舞城（英語：Tap Dance City），是美國出生的日本純種競賽馬匹。生涯活躍於中長距離賽事，總戰績為42戰12勝，名次分佈為12-6-7-17，共獲獎金10億8422萬1000日圓，在當時超越成田拜仁，成為繼好歌劇及特別週之後日本賽馬史上生涯獎金第三高的賽駒。其主要勝場包括2003年日本盃和2004年寶塚紀念兩場一級賽，以及於2003至2005年三連霸二級賽金鯱賞。
而於2003年日本盃中，當時6歲的牠採用領放跑法下，以9馬位拋離第二名豐盈勝出，成為繼1984年葛城王牌後再次在日本盃以領放跑法勝出的賽駒，其所拉開的9馬位亦創下日本中央一級賽史上最大差距，因而被視為「佐佐木晶三練馬生涯的得意佳作」之一，2006年1月正式退役後，成為育馬者Stallion Station的種馬。

## 出賽前
1997年3月16日出生於美國肯塔基州Echo Valley Horse牧場暨Swettenham Stud，成長途中被賽馬團體友駿競馬俱樂部購入並引入日本。
其後交由栗東訓練中心練馬師佐佐木晶三訓練。

## 競賽生涯

### 4歲（現3歲）
2000年3月4日出戰阪神競馬場4歲新馬戰，於其中僅跑獲第九。
3月19日出戰另一場4歲新馬戰，成功跑出全場最佳末腳之下取得首勝。
其後主要出戰條件戰級別的賽事，但僅於12月天龍川特別一場賽事取得冠軍，其餘賽事均未能獲勝。

### 4歲[a]
進入2001年，其仍然於條件戰級別賽事打滾，但本年度未能取得任何勝利，最佳戰績爲於但馬錦標及江坂特別取得第二。

### 5歲
2002年年初，陣營安排其越級挑戰日經新春盃作爲年度首戰，於其中跑出不俗的表現，最終以第三完賽。
其後出戰兩場條件戰戰春日特別及御堂筋錦標，成功取得連勝之下得以晉級公開組。
3月23日其出戰日經賞，於比賽途中一直保持穩定的節奏於先頭位置追走，進入直路後亦跑出優秀的表現，最終僅以頭位差距敗於活機寶取得第二。
完成日經賞後出戰公開賽都市錦標作爲調整，於其中繼續保持穩定的表現，最終獲得第三。
然而其後出戰目黑紀念及函館紀念，狀態下滑之下未能發揮出水準，僅以第五及第八完賽。
短暫放草過後於9月7日出戰朝日挑戰盃，比賽初段選擇先行戰術下於約莫第三的位置推進，並於比賽途中一直維持於此。進入直路後，其以優秀的反應衝出，最終成功抵擋後方Ibuki Government及True Surpass的追擊，以破紀錄的1分58.1秒完賽時間取得首個分級賽冠軍。
其後出戰京都大賞典及阿根廷共和國盃均能獲得第三，11月出戰京阪盃雖然未能跑入三甲，但仍然可以保持第五的入板戰績。
12月22日出戰有馬紀念，由於本次比賽強敵衆多且跳舞城本身未有太多良眼的表現，因而於賽前僅獲得第十三人氣。比賽開始後，第一人氣的美妙姿勢選擇領放，跳舞城則於其後方第二的位置追趕。進入對面直路後，跳舞城進一步提高速度並超越美妙姿勢取得領先，而騎師佐藤哲三更於其後指揮其進一步加速，以龐大的優秀通過第四彎道進入直路。進入直路後，其仍然保持速度於前方衝刺，雖然於直路終端被有中團衝出的3歲馬吉兆超越，但仍然可以保持優勢抵擋處於第三的Coin Toss，最終以爆冷的姿態奪得亞軍。

### 6歲
2003年其以公開賽東京翻新紀念作爲首戰，比賽初段選擇於第四的位置推進，進入直路後隨即加速衝出，最終拉開2001年優駿牝馬（日本橡樹大賽）冠軍蠟筆少女2馬位取得勝利。
5月31日出戰金鯱賞，賽前落後上年度盟主鶴丸小子、分級賽上位馬各有千秋及2001年雌馬戰線兩冠馬海洋駿驥獲得第四人氣。比賽開始後，前方由Daitaku Flag帶出領放，跳舞城則選擇於第二的位置緊咬對手。通過第三彎道前，其趁對手失速的瞬間進佔拎電的位置，並於其後繼續保持速度衝刺，不斷拉開和後方對手的距離。進入直路後，縱然大外檔後方的鶴丸小子奮力追趕，但其仍然可以憑借早前累積的優秀抵擋對手的進擊，最終以1/2馬位優勢取得冠軍。
其後乘勢出戰寶塚紀念，賽前再度獲得第四人氣。比賽開始後，由於其處於第16檔內檔位置發走，其並未搶佔先頭位置，而是約莫中團的位置展開推進。而比賽進行中的時候，其逐步發力加速將自身的位置爬升，於最後彎道時候成功進佔先頭位置。進入直路後，雖然其仍然可以保持速度繼續行進，但勢頭不及後方的菱鑽奇寶及鶴丸小子下被對手超越，最終僅以第三完賽。
夏季於北海道浦河町日進牧場放草後，於10月出戰京都大賞典作爲秋季起動戰，賽前成功奪得第一人氣。比賽開始後，其選擇以慢步速展開領放，一直帶領馬群至直路。進入直路後，其仍然於先頭位置保持速度繼續推進，不斷衝刺之下成功抵擋後方突進的菱鑽奇寶，最終以1 1/4馬位優勢再度取得分級賽冠軍。
11月30日出戰日本盃，賽前落後於秋季天皇賞冠軍吉兆、本年度二冠馬新宇宙及上年度贏得香港瓶的法國代表嘉比奧取得第四人氣。比賽開始後，由於其處於第1檔最內檔位置加上出閘順利，其隨即以高速展開領放並拉開後方主馬群。通過第二彎道時，其經已和後方帶有約莫5馬位的距離，而通過第三彎道時候經已拉開後方達10馬位。進入直路後，雖然其於此前以高速領放，但仍然有餘力保持速度甚至轟出全場第三快末腳，最終於其不斷衝刺之下，其成功以9馬位的巨大優秀取得首個分級賽冠軍，亦爲練馬師佐佐木晶三帶來首個一級賽冠軍。本次比賽，其所創立的9馬位差距亦爲日本中央一級賽最大差距之一，以其亦成爲繼1984年葛城王牌後第二匹以領放姿態勝出日本盃的賽駒。順帶一提，本次比賽策騎跳舞城的騎師佐藤，正是於中學時期親眼目睹1984年葛城王牌日本盃以領放姿態贏得冠軍一役後大爲震撼才立志成爲騎師，而如今其以同一方式勝出同一賽事，因而被大衆稱爲「奇妙的緣份」。
贏得日本盃後出戰12月的有馬紀念，然而於其中突然失準，於直路不斷失速下僅跑獲第八的戰績。

### 7歲
2004年其以金鯱賞作爲年度首戰，由於比賽初段Tamamo Hibiki及萬能泰斗以更積極的戰術領放，因而跳舞城選擇於第三的位置追趕。通過第三彎道時，其開始逐步發力進佔前方的位置，並於通過最後彎道時經已取得領先。進入直路後，其仍然保持優秀的速度不斷衝刺，最終成功抵擋大外檔追擊的Blue Eleven，以頭位優秀奪冠，不但以1分57.8秒的時間打破紀錄，亦成爲首匹連霸此賽事的賽駒。
6月27日出戰寶塚紀念，賽前成功超越春季天皇賞亞軍荒漠英雄及阪神大賞典冠軍林肯取得第一人氣。比賽開始後，由於其再度處於外檔位置發走，因而將領放的位置讓予天鵝騎士及Hot Secret，其自身則於第三的位置推進。通過第三彎道時，其成功超越前方兩匹領放馬取得領先，及後繼續保持速度於前方位置，最終以2馬位優勢壓贏第二的Silk Famous取得第二個一級賽冠軍。

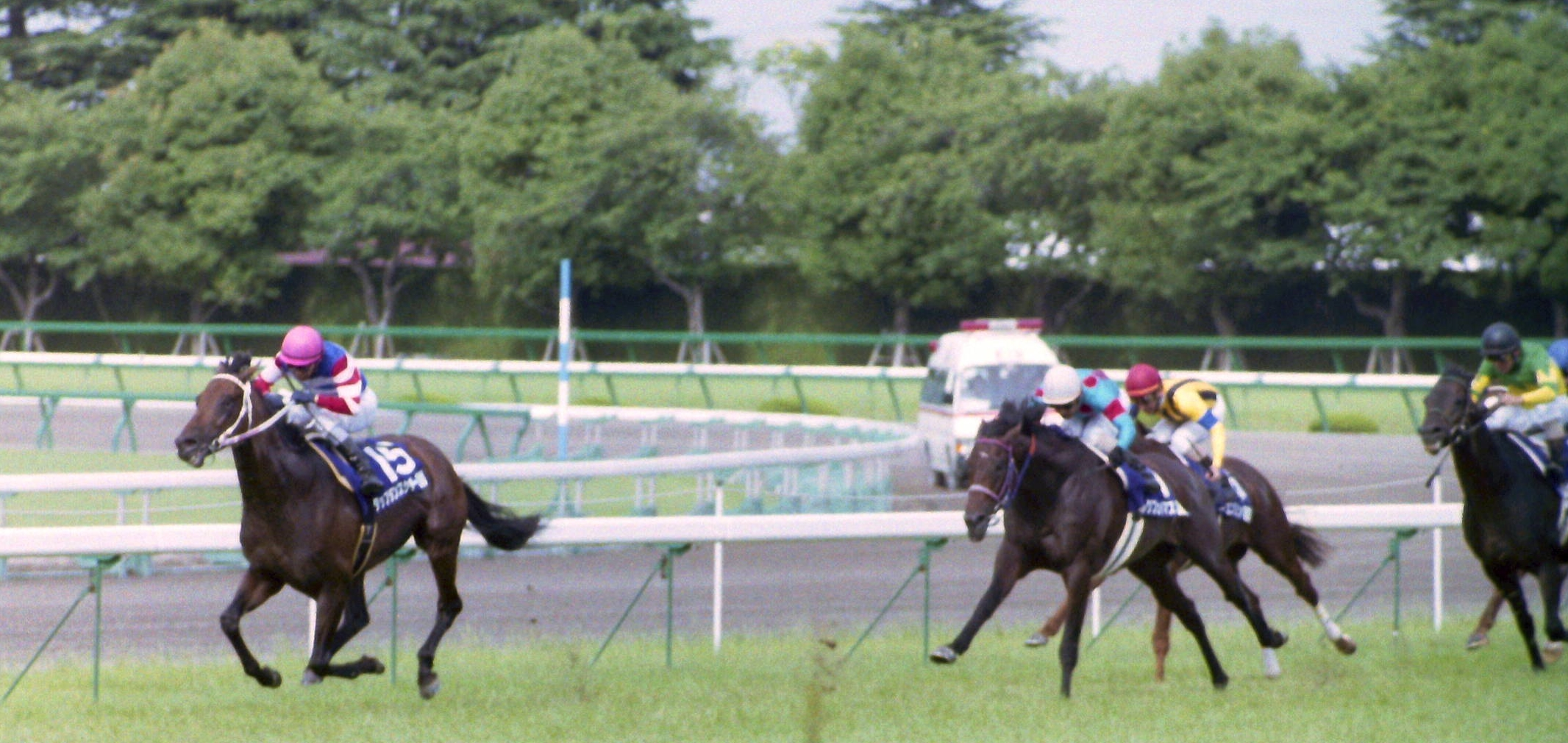
出戰寶塚紀念的跳舞城

贏得寶塚紀念後，陣營決定安排其遠征法國出戰凱旋門大賽，雖然此計劃原先因爲運送跳舞城的貨機故障而一度被擱置，所幸於陣營安排之下其最終然而可以順利抵達當地並於10月3日出戰賽事。比賽開始後，其採取先行戰術於前方推進，然而進入直路後受到前方領放馬失速的影響下節奏被破壞，最終自身亦因失速而以第十七大敗。
回國後出戰有馬紀念，於比賽途中再度以高速快放單騎獨走，但於直路上被後方跑出凌厲勢頭的荒漠英雄超越，最終以1/2馬位差距落敗。

### 8歲
2004年5月28日出戰金鯱賞作爲年度首戰，比賽途中雖然於大外檔發走，但仍然積極搶佔位置進行慢放。進入直路後，其速度不減之下於前方繼續保持領先，最終成功切斷後方賽駒追擊的機會，以2 1/2馬位優勢達成金鯱賞三連霸，爲繼1958年Sekai O後再度有賽駒達成分級賽三連霸，其亦於贏得此場賽事後以累計10億8422萬1000日圓的獎金超越成田拜仁，成爲好歌劇及特別週之後日本賽馬史上生涯獎金第三高的賽駒。
然而其後因年齡因素未能繼續保持水準，6月出戰有馬紀念僅跑獲第七，而於秋季出戰秋季天皇賞、日本盃及有馬紀念亦分別以第九、第十及第十二落敗。

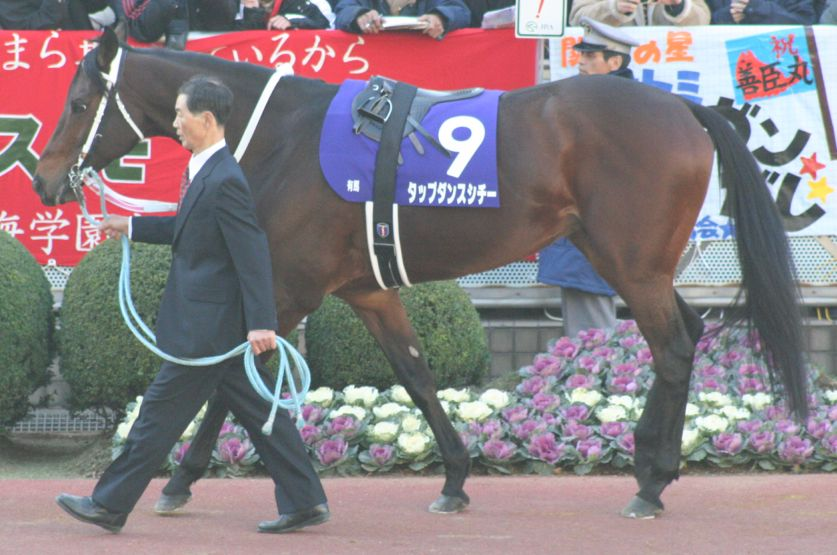
有馬紀念沙圈

完成有馬紀念後按照計劃退役，並於同日所有賽事結束後在中山競馬場舉行退役儀式，而日本中央競馬會的賽駒註冊則於2005年1月6日正式取消。

### 詳細賽績
| 日期       | 舉辦國家 | 馬場 | 距離   | 級別 | 賽事名稱              | 負重 | 騎師     | 馬號 | 名次 | 時間   | 頭馬（二馬）         |
| ---------- | -------- | ---- | ------ | ---- | --------------------- | ---- | -------- | ---- | ---- | ------ | -------------------- |
| 4/3/2000   | 日本     | 阪神 | 草2000 |      | 4歲新馬               | 55   | 四位洋文 | 11   | 9    | 2:10.5 | Mirada               |
| 19/3/2000  | 日本     | 阪神 | 草2200 |      | 4歲新馬               | 55   | 四位洋文 | 7    | 1    | 2:18.4 | （Kagami Paradise）  |
| 15/4/2000  | 日本     | 阪神 | 草2200 | OP   | 若草錦標              | 55   | 四位洋文 | 11   | 5    | 2:18.7 | 愛麗航程             |
| 6/5/2000   | 日本     | 京都 | 草2000 | GIII | 京都新聞盃            | 55   | 四位洋文 | 5    | 3    | 2:00.3 | 愛麗航程             |
| 4/6/2000   | 日本     | 中京 | 草1800 |      | 白百合錦標            | 55   | 熊澤重文 | 9    | 7    | 1:49.2 | Jin Warabeuta        |
| 18/6/2000  | 日本     | 阪神 | 草2200 |      | 野莓賞                | 55   | 熊澤重文 | 7    | 5    | 2:17.2 | White Happiness      |
| 29/10/2000 | 日本     | 京都 | 草2400 |      | 4歲以上500萬獎以下    | 55   | 四位洋文 | 5    | 4    | 2:27.3 | Heartland Hiryu      |
| 18/11/2000 | 日本     | 京都 | 草2400 |      | 八瀨特別              | 52   | 幸英明   | 7    | 2    | 2:28.4 | White Happiness      |
| 9/12/2000  | 日本     | 中京 | 草2500 |      | 天龍川特別            | 53   | 松田大作 | 10   | 1    | 2:31.4 | （Bohemian Cherry）  |
| 8/1/2001   | 日本     | 京都 | 草3000 | OP   | 萬葉錦標              | 54   | 四位洋文 | 2    | 5    | 3:09.3 | Toshi the V.         |
| 18/2/2001  | 日本     | 小倉 | 草2000 |      | 關門橋錦標            | 53   | 中舘英二 | 10   | 3    | 2:02.8 | Fight Commander      |
| 25/3/2001  | 日本     | 阪神 | 草2000 |      | 但馬錦標              | 54   | 安藤勝己 | 7    | 2    | 2:00.0 | Fight Commander      |
| 7/4/2001   | 日本     | 阪神 | 草2500 | OP   | 大阪漢堡盃            | 53   | 四位洋文 | 9    | 5    | 2:33.8 | Mejiro Sandra        |
| 8/12/2001  | 日本     | 阪神 | 草2000 |      | 3歲以上1000萬獎金以下 | 57   | 四位洋文 | 5    | 4    | 2:01.3 | Daitaku Bertram      |
| 23/12/2001 | 日本     | 阪神 | 草2500 |      | 江坂特別              | 57   | 四位洋文 | 7    | 2    | 2:33.5 | Sharp Kick           |
| 13/1/2002  | 日本     | 京都 | 草2400 | GII  | 日經新春盃            | 52   | 川原正一 | 3    | 3    | 2:26.6 | Top Commander        |
| 9/2/2002   | 日本     | 京都 | 草1800 |      | 春日特別              | 57   | 武豐     | 1    | 1    | 1:46.9 | （Asuka Tsuyoshi）   |
| 2/3/2002   | 日本     | 阪神 | 草2200 |      | 御堂筋錦標            | 57   | 柏兆雷   | 4    | 1    | 2:12.3 | （Active Bio）       |
| 23/3/2002  | 日本     | 中山 | 草2500 | GIi  | 日經賞                | 57   | 勝浦正樹 | 5    | 2    | 2:37.0 | Active Bio           |
| 21/4/2002  | 日本     | 東京 | 草2300 |      | 都市錦標              | 56   | 勝浦正樹 | 11   | 3    | 2:21.2 | 鶴丸小子             |
| 18/5/2002  | 日本     | 東京 | 草2500 | GII  | 目黑記念              | 56   | 勝浦正樹 | 1    | 5    | 2:32.4 | Toshi the V.         |
| 21/7/2002  | 日本     | 函館 | 草2000 | GIII | 函館紀念              | 56   | 四位洋文 | 10   | 8    | 2:06.2 | Yamanin Respect      |
| 7/9/2002   | 日本     | 阪神 | 草2000 | GIII | 朝日挑戰盃            | 56   | 佐藤哲三 | 2    | 1    | 1:58.1 | （Ibuki Government） |
| 6/10/2002  | 日本     | 京都 | 草2400 | GII  | 京都大賞典            | 57   | 佐藤哲三 | 5    | 3    | 2:24.0 | 成田路               |
| 3/11/2002  | 日本     | 中山 | 草2500 | GII  | 阿根廷共和國盃        | 57   | 佐藤哲三 | 5    | 3    | 2:31.4 | Sunrise Jaeger       |
| 23/11/2002 | 日本     | 京都 | 草1800 | GIII | 京阪盃                | 57   | 佐藤哲三 | 14   | 5    | 1:45.7 | 響尾蛇               |
| 22/12/2002 | 日本     | 中山 | 草2500 | GI   | 有馬紀念              | 57   | 佐藤哲三 | 8    | 2    | 2:32.7 | 吉兆                 |
| 26/4/2003  | 日本     | 東京 | 草2400 | OP   | 東京翻新紀念          | 58   | 佐藤哲三 | 10   | 1    | 2:23.7 | （蠟筆少女）         |
| 31/5/2003  | 日本     | 中京 | 草2000 | GII  | 金鯱賞                | 57   | 佐藤哲三 | 11   | 1    | 1:58.9 | （鶴丸小子）         |
| 29/6/2003  | 日本     | 阪神 | 草2200 | GI   | 寶塚紀念              | 58   | 佐藤哲三 | 16   | 3    | 2:12.2 | 菱鑽奇寶             |
| 12/10/2003 | 日本     | 京都 | 草2400 | GII  | 京都大賞典            | 58   | 佐藤哲三 | 10   | 1    | 2:26.6 | （菱鑽奇寶）         |
| 30/11/2003 | 日本     | 東京 | 草2400 | GI   | 日本盃                | 57   | 佐藤哲三 | 1    | 1    | 2:28.7 | （豐盈）             |
| 28/12/2003 | 日本     | 中山 | 草2500 | GI   | 有馬紀念              | 57   | 佐藤哲三 | 6    | 8    | 2:32.8 | 吉兆                 |
| 29/5/2004  | 日本     | 中京 | 草2000 | GII  | 金鯱賞                | 59   | 佐藤哲三 | 11   | 1    | 1:57.5 | （Blue Eleven）      |
| 27/6/2004  | 日本     | 阪神 | 草2200 | GI   | 寶塚紀念              | 58   | 佐藤哲三 | 15   | 1    | 2:11.1 | （Silk Famous）      |
| 3/10/2004  | 法國     | 隆尚 | 草2400 | GI   | 凱旋門大賽            | 59.5 | 佐藤哲三 | 6    | 17   | 2:27.8 | 緬甸皇城             |
| 26/12/2004 | 日本     | 中山 | 草2500 | GI   | 有馬紀念              | 57   | 佐藤哲三 | 9    | 2    | 2:29.6 | 荒漠英雄             |
| 28/5/2005  | 日本     | 中京 | 草2000 | GII  | 金鯱賞                | 59   | 佐藤哲三 | 10   | 1    | 1:58.9 | （Vita Rosa）        |
| 26/6/2005  | 日本     | 阪神 | 草2200 | GI   | 寶塚紀念              | 58   | 佐藤哲三 | 15   | 7    | 2:12.7 | 東商變革             |
| 30/10/2005 | 日本     | 東京 | 草2000 | GI   | 秋季天皇賞            | 58   | 佐藤哲三 | 6    | 9    | 2:00.6 | 美妙浪漫             |
| 27/11/2005 | 日本     | 東京 | 草2400 | GI   | 日本盃                | 57   | 佐藤哲三 | 2    | 10   | 2:23.1 | 傲家聲               |
| 25/12/2005 | 日本     | 中山 | 草2500 | GI   | 有馬紀念              | 57   | 佐藤哲三 | 9    | 12   | 2:33.3 | 真心呼喚             |

a 由2001年開始，日本跟隨國際馬齡顯示標準，以實歲標記馬匹

## 退役後
退役後，跳舞城成爲了配種馬，於北海道門別町（今日高町）育馬者Stallion Station休養，在2006年進行配種，首批子嗣於2007年出生。首批子嗣可於2009年出賽，11月15日經已有中央的子嗣在未勝利戰取勝。
2011年由配種馬退役，接受閹割手術後前往福島縣天榮村北部牧場天榮分場作爲乘騎練習馬使用。
2014年由乘騎練習馬退役，被轉移至茨城縣阿見町Pony Park Arufa進行養老生活。

## 血統簡介
父系Pleasant Tap爲美國賽駒，生涯戰績優秀，曾勝出一級賽美國賽馬會金盃。祖父Pleasant Colony亦爲美國賽駒，曾勝出肯塔基打吡、必利是錦標及活華錦標等一級賽。
母系All Dance爲美國賽駒，生涯戰績不佳僅勝出一場賽事。外祖父北地舞人爲加拿大賽駒，是美國三冠賽雙冠軍馬，退役後亦爲著名種馬，被譽爲當時改變世界的種馬之一。

### 血統表
| 父線：里博系（St. Simon系）                   |                                  |                   |                 |
| 種馬 Pleasant Tap 1987年（棗色）              | Pleasant Colony 1978年（深棗色） | His Majesty       | 里博            |
| 種馬 Pleasant Tap 1987年（棗色）              | Pleasant Colony 1978年（深棗色） | His Majesty       | Flower Bowl     |
| 種馬 Pleasant Tap 1987年（棗色）              | Pleasant Colony 1978年（深棗色） | Sun Colony        | Sunrise Flight  |
| 種馬 Pleasant Tap 1987年（棗色）              | Pleasant Colony 1978年（深棗色） | Sun Colony        | Colonia         |
| 種馬 Pleasant Tap 1987年（棗色）              | Never Knock 1979年（深棗色）     | Stage Door Johnny | Prince John     |
| 種馬 Pleasant Tap 1987年（棗色）              | Never Knock 1979年（深棗色）     | Stage Door Johnny | Peroxide Blonde |
| 種馬 Pleasant Tap 1987年（棗色）              | Never Knock 1979年（深棗色）     | Never Hula        | Never Bend      |
| 種馬 Pleasant Tap 1987年（棗色）              | Never Knock 1979年（深棗色）     | Never Hula        | Hula Hula       |
| 繁殖雌馬 All Dance 1978年（棗色）             | 北地舞人 1961年（棗色）          | 新北區            | Nearco          |
| 繁殖雌馬 All Dance 1978年（棗色）             | 北地舞人 1961年（棗色）          | 新北區            | Lady Angela     |
| 繁殖雌馬 All Dance 1978年（棗色）             | 北地舞人 1961年（棗色）          | Natalma           | 天才舞者        |
| 繁殖雌馬 All Dance 1978年（棗色）             | 北地舞人 1961年（棗色）          | Natalma           | Almahmoud       |
| 繁殖雌馬 All Dance 1978年（棗色）             | All Rainbows 1973年（棗色）      | Bold Hour         | 勇者帝王        |
| 繁殖雌馬 All Dance 1978年（棗色）             | All Rainbows 1973年（棗色）      | Bold Hour         | Seven Thirty    |
| 繁殖雌馬 All Dance 1978年（棗色）             | All Rainbows 1973年（棗色）      | Miss Carmie       | T. V. Lark      |
| 繁殖雌馬 All Dance 1978年（棗色）             | All Rainbows 1973年（棗色）      | Miss Carmie       | Twice Over      |
| 雌系：Miss Carmie系（號族：23-b）             |                                  |                   |                 |
| 五代內近親交配：Nasrullah 5×5、Polynesian 5×5 |                                  |                   |                 |

## 命名由來
名字中，Tap Dance（タップダンス）意思是踢踏舞，繼承自父系Pleasant Tap及母系All Dance名字的各一部分，香港則直接翻譯为「跳舞」；City（シチー）就是馬主友駿競馬俱樂部冠名，意思即是「城市」。

## 外部連結
- 跳舞城 netkeiba
- 跳舞城 sportsnavi.com
- 跳舞城 jbis.or.jp
- 跳舞城 racingpost.com
- 血統表